# ブラックリスト リデンプション
『ブラックリスト リデンプション』（原題：The Blacklist: Redemption ）は、2017年2月23日からNBCで放送が開始されたアメリカ合衆国の犯罪サスペンステレビドラマシリーズで、『THE BLACKLIST/ブラックリスト』のスピンオフである。日本ではスーパー!ドラマTVにて2017年12月11日より放送された
。

## 概要
米NBCにて放送中の人気シリーズ『THE BLACKLIST/ブラックリスト』から生まれたスピンオフ作品。『THE BLACKLIST/ブラックリスト』シーズン4を中断して放送され、全8話のシーズン1で終了となったため、多くの謎が未解決のまま残される。
本作の主役は、エリザベスの夫トム・キーン。そして、『THE BLACKLIST/ブラックリスト シーズン3』の終盤に登場したスーザン・“スコティー”・ハーグレイヴ、冷酷な暗殺者ソロモンなど『THE BLACKLIST/ブラックリスト』でお馴染みのキャラクターに新たなメンバーも加わり、スコティーの経営する会社ハルシオン・イージス内の秘密傭兵組織で、政府が関与できないスパイアクションが繰り広げられる。

## あらすじ
養子として育てられ、今は妻エリザベスと娘アグネスと暮らし始めたトムの前に、最近飛行機事故で死んだはずの実の父親ハワードが現れる。ハワードはトムに、正体を隠して実の母親のスコティーが経営する軍事会社ハルシオン・イージスに潜入し、スコティーを調査するよう命じる。トムはハルシオンが政府から請け負う様々な危険な任務に参加しながら母の調査を行い、一方でスコティーは失われた息子や死んだはずの夫のことを調査する。ハワードはトムとネズの助けでスコティーの違法行為を暴き、会社を取り戻す。スコティーは逮捕されるが、ハワードに罠にかけられ違法行為をでっち上げられたと訴える。

## キャスト

### メイン
- スーザン・“スコティー”・ハーグレイヴ
  - 演 - ファムケ・ヤンセン、日本語吹替 - 日野由利加
  - 民間警備会社ハルシオン・イージスの経営者。秘密傭兵組織“グレイ・マターズ”を指揮する。
- トム・キーン / クリストファー・ハーグレイヴ
  - 演 - ライアン・エッゴールド、日本語吹替 - 荻野晴朗
  - スコティーの息子。熟練の工作員。
- マティアス・ソロモン
  - 演 - エディ・ガテギ、日本語吹替 - 浪川大輔
  - “グレイ・マターズ”のメンバー。
- ネズ・ローワン
  - 演 - タウニー・サイプレス（英語版）、日本語吹替 - 福田如子
  - “グレイ・マターズ”のメンバー。
- デュモント・デ・ソート
  - 演 - エイドリアン・マルティネス、日本語吹替 - 島田岳洋
  - “グレイ・マターズ”のメンバーで天才ハッカー。

### リカーリング
- ハワード・ハーグレイヴ
  - 演 - テリー・オクィン、日本語吹替 - 麦人
  - スコティーの夫でトムの父親。ハルシオン・イージスの代表取締役。

## シーズン1
| 通算 | 話数 | タイトル                         | 原題                  | 監督                       | 米国放送日    | 視聴者数 (千人) |
| --- | ---- | -------------------------------- | --------------------- | -------------------------- | ------------- | --------------- |
| 1 | 1    | リーランド・ブレイ               | Leland Bray           | John Terlesky              | 2017年2月23日 | 4,256           |
| トム・キーンの前に飛行機事故で死んだはずの父親ハワードが現れ、正体を隠してトムの母スコティーの秘密を探るよう命じる。一方、スコティーの経営する民間警備会社ハルシオン・イージス社は誘拐されたCIAの諜報員アンナと彼女の息子を救出する作戦を請け負うことになり、スコティーは息子とは知らずにトム・キーンに接触し、チームの一員に入れようとする。                                                  |      |                                  |                       |                            |               |                 |
| 2 | 2    | ケヴィン・ジェンセン             | Kevin Jensen          | Donald E. Thorin Jr.       | 2017年3月2日  | 4,757           |
| ジャーナリストのケヴィン・ジェンセンがカルキスタンという国でスパイ容疑をかけられ拘束される。スコティーは、ケヴィンの母親で親友でもあるメリルから、ケヴィンの救出を依頼される。トムは、スコティーからケヴィンと自分の息子は小さい頃仲良しだったことを聞かされる。政府の協力が得られないまま、スコティーは危険な奪還作戦を決行する。                                                             |      |                                  |                       |                            |               |                 |
| 3 | 3    | アメリカ合衆国インディペンデンス | Independence, U.S.A.  | Bill Roe                   | 2017年3月9日  | 3,694           |
| ロシアのウラル山脈で飛行機が墜落し、スコティーはトムとソロモンを送り込み、実在のアメリカ人と入れ替わるためのスパイを訓練する、アメリカの田舎町を再現した街を見つける。トムとネズは街に潜入し、工作活動の目的を突き止め、ソロモンが阻止する。スコティーはハワードがトムを捜索させていたことを知り、ソロモンとともに追及する。ハワードはトムに、スコティーが入れ替わり工作員かもしれないと語る。 |      |                                  |                       |                            |               |                 |
| 4 | 4    | ダヴェンポート作戦               | Operation Davenport   | John Terlesky              | 2017年3月16日 | 4,117           |
| マンハッタンにある政府の違法な尋問施設が襲われて5人の脱獄犯が逃亡し、一帯を封鎖してハルシオンが追う。脱獄犯の一人のメイヒューはNSAをハッキングして自分のスパイ嫌疑を晴らそうとし、ハルシオンが協力する。スコティーは息子クリストファーの養父母に会うが、息子の写真を見せられ、あるはずのない痣に気づく。二人はハワードが雇った偽の養父母であることが分かる。                                   |      |                                  |                       |                            |               |                 |
| 5 | 5    | ボレアリス航空301便              | Borealis 301          | エロディ・キーン           | 2017年3月23日 | 3,956           |
| 航空貨物の盗難事件を調査するため、トムとソロモンは客室乗務員を装って国際便に乗り込むが、CIA要員が誘拐される。ハワードの命令でトムはスコティーの陰謀の証拠を探す。ソロモンがハワードを捕える。 |      |                                  |                       |                            |               |                 |
| 6 | 6    | 人質                             | Hostages              | アンドリュー・マッカーシー | 2017年3月30日 | 3,990           |
| 裕福な一家が誘拐され、誘拐犯はFBIに逮捕された自分の部下で、実はFBIの情報提供者である男との交換を求める。ハルシオンが保険会社に依頼されて交渉を担当し、人質を奪還する。トムはハワードを病院から救出しようとして失敗し、スコティーはトムが息子であると知る。 |      |                                  |                       |                            |               |                 |
| 7 | 7    | ホワイトホール（前編）           | Whitehall             | Oz Scott                   | 2017年4月6日  | 3,715           |
| スコティーはトムを拷問させホワイトホールのことを聞き出そうとするが逃げられる。リズに頼まれたクーパーがハワードを解放する。トムとクーパーは量子コンピューター科学者のホワイトホールを見つけるが、スコティーに奪われる。ハワードはTVに現れて、スコティーを挑発する。 |      |                                  |                       |                            |               |                 |
| 8 | 8    | ホワイトホール（後編）           | Whitehall: Conclusion | John Terlesky              | 2017年4月13日 | 3,849           |
| ハワードがハルシオンの役員会に出席する間、トムとネズは会社に侵入してホワイトホールを救出し、スコティーの違法行為を明らかにする。スコティーは逮捕され、ハワードは会社を取り戻す。ハワードが秘密裏に量子コンピューターを製造させ、スコティーを罠にかけていたことが分かる。 |      |                                  |                       |                            |               |                 |